# Larry Eustachy
Larry Robert Eustachy (Alameda, 1º dicembre 1955) è un allenatore di pallacanestro statunitense.

## Carriera
Ha guidato le Bahamas ai Campionati centramericani del 2014.

## Palmarès
- Associated Press College Basketball Coach of the Year (2000)
- Henry Iba Award (2000)